# Baphia speciosa
Baphia speciosa – gatunek rośliny tropikalnej z rodziny bobowatych. Jest zambijskim endemitem.

## Zasięg geograficzny
Gatunek endemiczny dla Zambii, gdzie występuje tylko w dystrykcie Mbala w Prowincji Północnej. Rośnie tam w dolinie rzeki Lufubu.

## Morfologia
Krzew lub małe drzewo, czasem o pędach wspinających się, dochodzące do 7 m. Młode gałęzie, ogonki liściowe, kwiatostany, podsadki i kielichy z krótkim, ciemnobrązowym owłosieniem. Blaszka liściowa do 8 cm długa i 4,5 cm szeroka, owalna do wąsko owalnej lub lekko odwrotnie jajowatej, zaokrąglona lub trójkątna u podstawy, tępa lub zaokrąglona u wierzchołka, gładka na górnej powierzchni i owłosiona pod spodem. Ogonki liściowe długości 9–16 mm. Szypułki kwiatów 7–14 mm długie z drobnymi włoskami gruczołowymi u podstawy. Podsadki do 6 mm długie, wąsko trójkątne do lancetowatych. Kielich 14–19 mm długi, szpatułkowaty. Płatki białe z żółtą plamką u podstawy. Zalążnia 8–10 mm długa, gładka. Owoce w postaci strąków osiągających 13 cm długości i 1,5 cm szerokości, barwy szarawo-czarnej, gładkie.

## Ekologia
Gatunek rośnie na obszarach trawiastych, w skrubie i zaroślach, na glebie piaszczystej i terenach zalewowych. Występuje w formacjach roślinnych mateshi oraz chipya. Towarzyszą mu Baphia bequaertii, Boscia cauliflora, Brachystegia glaberrima, Combretum celastroides, Cryptosepalume ×foliatum, Diospyros mweroensis, Lannea asymmetrica oraz Uapaca benguelensis. Spotykany na wysokości 780–990 m n.p.m.